# FM 후쿠오카

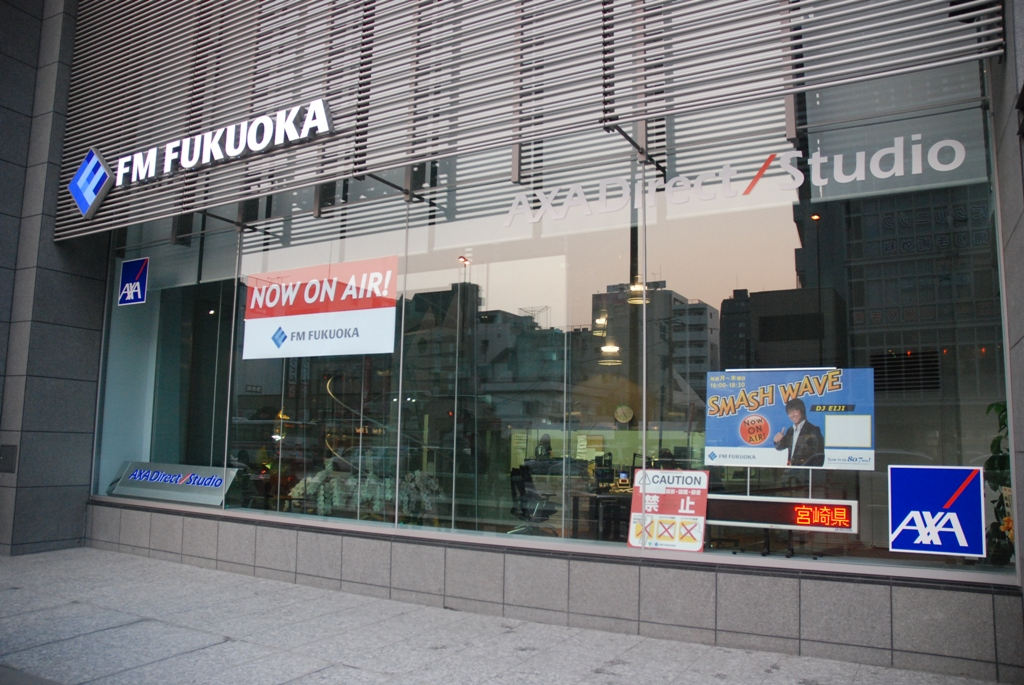
FM후쿠오카 오픈 스튜디오

FM후쿠오카는 일본의 FM라디오 방송국으로 후쿠오카현에서 방송을 실시하고 있다.
JFN에 가맹했으며 애칭은 fm fukuoka(혹은 FM福岡), 콜사인은 JODU-FM이다.

## 개요
- 자사 제작율이 높아 키국인 FM도쿄의 프로그램이 잘 방송되지 않으며 그럼에도 자사 제작 프로그램에 대한 인기가 꽤 높아서 후쿠오카 현에 있는 FM방송국 중 청취율 1위를 유지하고 있다.
- 1990년대에는 잠시 「Beat Station」라는 애칭을 사용했었다.

## 연혁
- 1969년 3월 31일 라디오 예비 면허 교부
- 1969년 7월 22일 후쿠오카 FM 음악 방송(주) 설립
- 1970년 7월 15일 일본 4번째 민영FM방송국으로 개국
- 1974년 9월 1일 (주)FM후쿠오카로 회사명 변경
- 2008년 11월 17일 - 신사옥에서 방송 개시.

## 주파수
- 후쿠오카 방송국:80.7MHz(출력:3kW)
- 기타큐슈 중계국:80.0MHz(출력:250W)
- 구루메 중계국:82.1MHz(출력:30W)
- 유쿠하시 중계국:81.8MHz(출력:30W)
- 오무타 중계국:87.0MHz(출력:30W)
- 이토시마 중계국:81.3MHz(출력:10W)
- 무나가타 중계국:84.1MHz(출력:20W)

## 후쿠오카현에 있는 다른 방송국

### 텔레비전 방송국
- NHK 후쿠오카 방송국(후쿠오카·지쿠고 지역 관할)
- NHK 기타큐슈 방송국(기타큐슈·지쿠호 지역 관할)
- 규슈 아사히 방송(KBC)(라디오 방송국 겸영, TV는 TV 아사히 계열국, 라디오는 NRN계열국)
- RKB 마이니치 방송(RKB)(라디오 방송국 겸영, TV는 도쿄 방송 계열국, 라디오는 JRN계열국)
- 후쿠오카 방송(FBS)(니혼 TV 계열)
- TVQ규슈방송(TVQ)(TV 도쿄 계열)
- TV 니시닛폰(TNC)(후지 TV 계열)

### 라디오 방송국
- CROSS FM(재팬 FM 리그계열, 기타큐슈 시내에 본사가 있음.)
- 규슈국제FM(메가네트 계열)